# Andersisraeltjärnen
Andersisraeltjärnen är en sjö i Lycksele kommun i Lappland och ingår i Umeälvens huvudavrinningsområde.